# 11 Czechosłowacki Batalion Piechoty – Wschód
11 Czechosłowacki Batalion Piechoty – Wschód (czes. Československý pěší prapor 11 – Východní, ang. Czechoslovak 11th Infantry Battalion – East) – czechosłowacka jednostka wojskowa walcząca u boku aliantów podczas II wojny światowej.

## Historia
14 sierpnia 1940 przy czechosłowackim rządzie emigracyjnym z siedzibą w Londynie powstała Czechosłowacka Misja Wojskowa na Bliski i Środkowy Wschód na czele z generałem Ondřejem Mézlem. W wyniku jej działań 28 października utworzono Czechosłowacki Kontyngent – Środkowy Wschód, podporządkowany głównodowodzącemu siłami brytyjskimi w tamtym rejonie, generałowi Archibaldowi Wavellowi.
W tym samym czasie został rozwiązany 4 Czechosłowacki Pułk Piechoty. Na jego bazie w obozie w Gedera w Palestynie 1 listopada sformowano 11 Czechosłowacki Batalion Piechoty – Wschód pod dowództwem podpułkownika Karela Klapálka, byłego zastępcy dowódcy 4 Czechosłowackiego Pułku Piechoty. Jednostka składała się z dowództwa, czterech kompanii strzeleckich (po trzy plutony każda) i kompanii broni towarzyszących (plutony karabinów maszynowych, łączności, saperów, warsztatowy i transportowy). Na początku grudnia 1940 żołnierze czechosłowaccy przeszli jedenaście tygodni aklimatyzacji, po czym zostali przeniesieni do obozów w Sidi Bishr i Agami. Do wiosny 1941 prowadzono służbę patrolową na Pustyni Judejskiej. Następnie Batalion przeszedł pod rozkazy brytyjskiej 23 Brygady Piechoty pod dowództwem brygadiera Alexandra Gallowaya. Przebywał wówczas w Sidi Hanaism jako odwód wojsk brytyjskich prowadzących operację „Battleaxe”. Na początku lipca uczestniczył w operacji „Exporter”, czyli w kampanii wojennej wojsk alianckich przeciwko siłom Francji Vichy w Syrii. Nie wziął bezpośredniego udziału w walce, ale w wyniku niespodziewanego ataku artyleryjskiego stracił 1 żołnierza. Po kapitulacji Francuzów 11 lipca, ochraniał do października granicę Syrii z Turcją.
W sierpniu czechosłowacki rząd emigracyjny wystąpił do władz brytyjskich z prośbą o przeniesienie Batalionu do Wielkiej Brytanii, ale Brytyjczycy odmówili. Natomiast 20 października przetransportowali go do oblężonego przez wojska niemiecko-włoskie Tobruku, gdzie podlegał polskiej Samodzielnej Brygadzie Strzelców Karpackich dowodzonej przez generała brygady Stanisława Kopańskiego. Batalion przez 158 dni w tym 51 w walce, uczestniczył w obronie Tobruku tracąc 14 żołnierzy zabitych i 81 rannych. Następnie pozostawał w rejonie Tobruku, początkowo pod rozkazami brytyjskiego XIII Korpusu, a następnie hinduskiej 38 Brygady Piechoty. W marcu 1942 został przeniesiony do Egiptu i ponownie do Palestyny, gdzie podporządkowano go brytyjskiej 4 Brygadzie Przeciwlotniczej w Hajfie. 21 kwietnia Batalion przeorganizowano w 200 Czechosłowacki Lekki Pułk Przeciwlotniczy – Wschód.

## Kultura masowa
Czesko-słowacki film wojenny Tobruk z 2008 przedstawia losy Batalionu podczas bitwy, z perspektywy młodego czeskiego żołnierza.  